# Prąd roboczy
Prąd roboczy (ang. operational current) – prąd w określonym torze prądowym w warunkach pracy, w których dany aparat elektryczny lub urządzenie elektryczne wykonuje przeznaczone mu zadanie, czyli gdy w obwodzie nie występują zakłócenia.